# О-Ньонг
О-Ньонг (фр. Haut-Nyong) — один из 4 департаментов Восточного региона Камеруна. Находится в юго-западной части региона, занимая площадь в 36 384 км².
Административным центром департамента является город Абонг-Мбанг (фр. Abong-Mbang). Граничит с Республикой Конго на юге, а также департаментами: Джа и Лобо (на юго-западе и западе), Ньонг и Мфуму (на западе), От-Санага (на северо-западе), Лом и Джерем (на севере), Кадеи (на юго-востоке), Бумба и Нгоко (на востоке).

Департамент О-Ньонг на карте Восточного региона

На западе департамента расположена бо́льшая часть (≈3/4 от общей площади) одного из заповедников Камеруна — Джа.

## Административное деление
Департамент О-Ньонг подразделяется на 14 коммун:
1. Абонг-Мбанг (фр. Abong-Mbang)
2. Ангоссас (фр. Angossas)
3. Аток (фр. Atok)
4. Димако (фр. Dimako)
5. Дументан (фр. Doumaintang)
6. Думе (фр. Doumé)
7. Ломье (фр. Lomié)
8. Мбома (фр. Mboma)
9. Мессамена (фр. Messamena)
10. Мессок (фр. Messok)
11. Миндуру (фр. Mindourou)
12. Нгойла (фр. Ngoyla)
13. Нгюэлемендука (фр. Nguelemendouka)
14. Сомаломо (фр. Somalomo)